# Joop Stoffelen
Joop Stoffelen, né le 23 janvier 1921 à Amsterdam aux Pays-Bas et mort le 26 juin 2005 à Lelystad aux Pays-Bas, est un footballeur international néerlandais qui évoluait au poste de milieu de terrain. 

## Biographie
Stoffelen fait ses débuts avec l'Ajax Amsterdam. Il reste dix saisons dans ce club.
Il joue ensuite en France, avec le Racing Club de Paris en Division 1, puis avec le Toulouse FC en Division 2. 
Il termine sa carrière au FC Blauw-Wit Amsterdam.
Il reçoit 12 sélections en équipe des Pays-Bas entre 1947 et 1950, sans inscrire de but.
Il joue son premier match en équipe nationale le 21 septembre 1947, en amical contre la Suisse (victoire 6-2 à Amsterdam). Lors de l'année 1950, il est à cinq reprises capitaine de la sélection.

## Palmarès
- Champion des Pays-Bas en 1947 avec l'Ajax Amsterdam
- Vice-champion des Pays-Bas en 1946 avec l'Ajax Amsterdam
- Vainqueur de la Coupe des Pays-Bas en 1943 avec l'Ajax Amsterdam